# Солониця (Кременчуцький район)
Солони́ця — село в Україні, у Козельщинській селищній громаді Кременчуцького району Полтавської області. Населення становить 801 особу. До 2020 орган місцевого самоврядування — Солоницька сільська рада.

## Географія
Село Солониця примикає до смт Нова Галещина, на відстані 0,5 км від села Нижня Жужманівка. Селом протікає пересихаючий струмок з загатою. Поруч проходить автомобільна дорога М22 (E577) та залізниця, станція Галещина за 2 км.

## Населення

### Мова
Розподіл населення за рідною мовою за даними перепису 2001 року:
| Мова            | Кількість | Відсоток |
| --------------- | --------- | -------- |
| українська      | 755       | 94.26%   |
| російська       | 23        | 2.87%    |
| вірменська      | 9         | 1.12%    |
| румунська       | 8         | 1.00%    |
| білоруська      | 3         | 0.37%    |
| угорська        | 2         | 0.25%    |
| інші/не вказали | 1         | 0.13%    |
| Усього          | 801       | 100%     |

## Історія
12 червня 2020 року, відповідно до розпорядження Кабінету Міністрів України № 721-р «Про визначення адміністративних центрів та затвердження територій територіальних громад Полтавської області», село увійшло до складу Козельщинської селищної громади.
19 липня 2020 року, в результаті адміністративно - територіальної реформи та ліквідації Козельщинського району, село увійшло до складу новоутвореного Кременчуцького району.

## Економіка
- ПП «Солоницьке».

## Об'єкти соціальної сфери
- Школа.
- Свято-Михайлівська церква

## Відомі люди
- Черченко Андрій Спиридонович — український радянський діяч.